# Albert Thellung

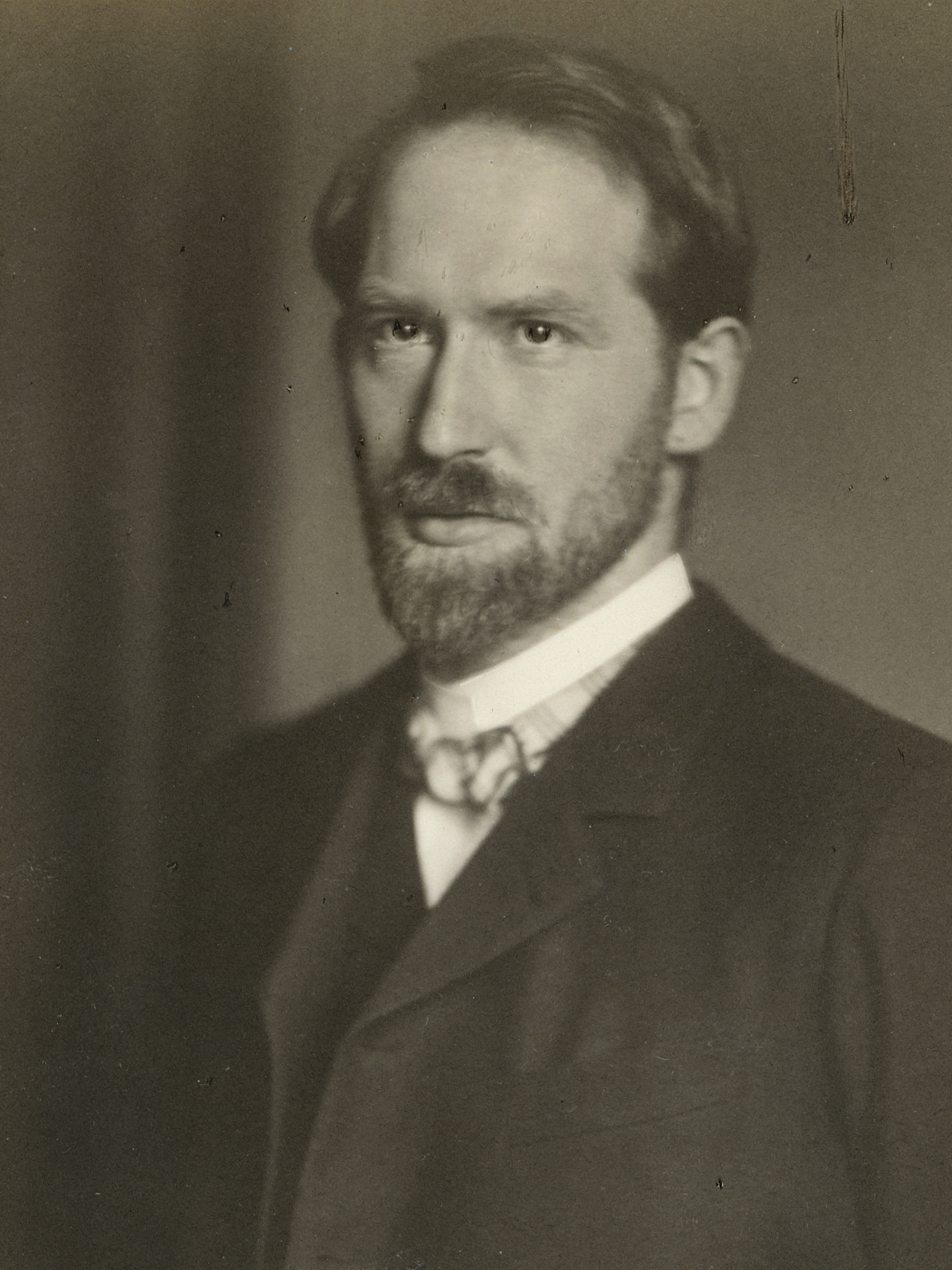
Albert Thellung 1914

Albert Thellung (* 12. Mai 1881 in der Enge in Zürich; † 26. Juni 1928 in Zürich) war ein Schweizer Botaniker. Sein offizielles botanisches Autorenkürzel lautet «Thell.»

## Leben und Wirken
Er war Assistent, später Professor in Zürich in den Jahren 1906 bis 1928.
Er war Mitarbeiter an der 3. und 4. Auflage der «Flora der Schweiz» von Hans Schinz und Robert Keller, 1909 bis 1914 bzw. 1923.

## Ehrungen
Der österreichische Botaniker Otto Stapf hat die Pflanzengattung Thellungia aus der Familie der Süssgräser (Poaceae) nach ihm benannt. Auch die Gattung Thellungiella O.E.Schulz aus der Familie der Kreuzblütler (Brassicaceae) ist nach ihm benannt.

## Werke
- Die Gattung Lepidium (L.) R. Br.: Eine monographische Studie. 1906.
- Die Entstehung der Kulturpflanzen. 1930.
- Flora der Schweiz - Exkursionsflora. 1923.
- Flora der Schweiz - Kritische Flora. 1914.
- Mitarbeit bei Gustav Hegi: Illustrierte Flora von Mitteleuropa, 1913–1926[2]
- La flore adventice de Montpellier. 1912.
- Mit Otto Nägeli: Die Flora des Kantons Zürich ... Band 1, 1905[2]